# Rosa L. Segur
Rosa L. Segur   (Hessen, 30 de gener de 1833 - Dallas, 26 de desembre de 1906) Rosa L. Klinge Segur fou una escriptora feminista i sufragista estatunidenca, nascuda a Alemanya, dirigent de l'Associació de Sufragi de Dones de Toledo (Ohio).

## Biografia
Rosa L. Klinge nasqué a Hesse (Alemanya). Sos pares eren Edward Klinge i Jeannetta Freilach. Es trasllada als Estats Units al 1838 amb els seus pares, i s'estableixen a Toledo (Ohio) el 1840. Es va casar amb Daniel Segur el 1851. Tingueren dos fills, Daniel (1859-1917) i Fannie (1856-1930). Daniel se suïcidà el 1876, i Rosa va morir a Dallas (Texas) al 1906, a l'edat de setanta-tres anys.
Els documents de la família Segur es troben en el programa d'Història Local de la biblioteca pública de Toledo-Lucas County Public Library.

## Trajectòria
Rosa L. Segur escrivia la columna de dones per al diari de Toledo (Ohio) The Blade. També escrigué articles sobre dones per al Locke's Nacional Monthly al 1873.
Va dirigir l'Associació pel Sufragi de les Dones, a Toledo (Ohio) des de la seua fundació el 1869. Era reconeguda com "la figura principal de l'Associació de Toledo" durant dos anys. Va pressionar el govern estatal perquè canviàs les lleis sobre el matrimoni i les dones casades i vídues en relació amb els drets sobre la propietat. També treballà perquè contractassen dones policies a les ciutats d'Ohio, i metgesses en institucions estatals.
El 1905 va escriure Una història de sufragi de les dones en el Maumee Valle, que narrava les seues memòries com a activista.